# Phyllonycteris aphylla
Phyllonycteris aphylla är en fladdermusart som först beskrevs av Miller 1898.  Phyllonycteris aphylla ingår i släktet Phyllonycteris och familjen bladnäsor. Inga underarter finns listade i Catalogue of Life.

## Utseende
Den individ som undersöktes vid artens beskrivning (holotyp) hade en absolut längd av 88 mm, inklusive en 12 mm lång svans varav hälften ligger utanför svansflyghuden, 48 mm långa underarmar, 17 mm långa bakfötter och 13 mm långa öron. Hudfliken på näsan är bara en rund skiva och det saknas en utväxt som liknar ett blad. Arten har ingen broskig hälsporre (calcar) vid foten och öronen är inte sammanlänkade med varandra. Phyllonycteris aphylla kännetecknas dessutom av en robust underkäke och en bred tunga med många papiller. Den korta pälsen bildas på ovansidan av cirka 6 mm långa hår och på undersidan av ungefär 4 mm långa hår. Pälsfärgen är på hela kroppen gulbrun. Öronen och flygmembranen har en brun färg. De stora fötterna är utrustade med långa klor. Liksom den andra fladdermusen i släktet Phyllonycteris har arten i varje käkhalva 2 framtänder, 1 hörntand, 2 premolarer och 3 molarer, alltså 32 tänder. Olika exemplar hade en vikt mellan 13,3 och 19 g.

## Utbredning
Arten är bara känd från en mindre region på Jamaica. Den lever där i områden med fruktträd.

## Ekologi
Individerna vilar i grottor och bildar där kolonier, vanligen tillsammans med andra fladdermöss. De äter frukter, nektar samt pollen och kanske några insekter.
En hona hittades tillsammans med en unge och en annan hona var dräktig med en unge. Antagligen kan honor vara brunstiga vid flera tillfällen under året.

## Status
Efter artens beskrivning hittades bara individernas kvarlevor i grottorna och därför antogs under några år att fladdermusen var utdöd. I samband med intensiv forskning mellan 1950- och 1970-talet blev Phyllonycteris aphylla åter upptäckt. Under 2010-talet var arten bara känd från två grottor och antalet vuxna exemplar uppskattas vara mindre än 250. Fladdermusen är känslig för störningar vid viloplatsen och frigående tamkatter kan döda flera individer. IUCN kategoriserar arten globalt som akut hotad (CR).